# Кумайликас
Кумайлика́с (каз. Құмайлықас) — село у складі Сауранського району Туркестанської області Казахстану. Входить до складу Бабайкурганського сільського округу.
Населення — 567 осіб (2021; 939 у 2009, 717 у 1999, 592 у 1989).